# Grand Prix automobile d'Autriche
Le Grand Prix automobile d'Autriche est une compétition de sport automobile qui a compté pour le championnat du monde de Formule 1 en 1964, de 1970 à 1987, puis de 1997 à 2003, et de nouveau depuis 2014.

## Historique
Le Grand Prix d'Autriche fait son apparition au championnat du monde de Formule 1 en 1964. Aménagé sur un vieil aérodrome désaffecté de Zeltweg, la piste est loin de faire l'unanimité, cassante pour les machines, et sans intérêt au niveau du pilotage. Logiquement, l'expérience n'est pas reconduite.
Il faut attendre 1969 pour que le Grand Prix d'Autriche soit de nouveau disputé, cette fois pour une épreuve d'endurance. L'épreuve se déroule alors non loin de Zeltweg, sur la commune de Spielberg, sur un tracé dessiné à flanc de montagne et baptisé Österreichring. Fait de longues courbes rapides et de dénivelés, l'Österreichring devient rapidement l'un des circuits préférés des pilotes. En 1970, le Grand Prix d'Autriche renoue avec la Formule 1, l'épreuve d'endurance étant toutefois maintenue et prenant l'appellation 1 000 kilomètres de Zeltweg. Mais au milieu des années 1980, le tracé est jugé vieillissant et dangereux, car inadapté aux performances des F1 modernes. L'effroyable série de tonneaux d'Andrea De Cesaris lors de l'édition 1985 (la Ligier du pilote Italien se plante dans un talus avant de décoller), le chevreuil percuté à haute vitesse par Stefan Johansson lors des essais de l'édition 1987, et le double carambolage au départ du Grand Prix de cette même année condamnent le circuit.
Après d'importants travaux de modernisation qui suppriment en grande partie son charme[réf. nécessaire], le tracé de l'Österreichring (rebaptisé A1-Ring) fait son retour au calendrier entre 1997 et 2003. Si le circuit n'est pas aussi sélectif que dans son ancienne version, il est propice aux dépassements et donne généralement lieu à des courses spectaculaires.
Le Grand Prix d'Autriche fait son retour au calendrier du championnat du monde à partir de la saison 2014, sur le même tracé (après démolition partielle et reconstruction à l'identique) rebaptisé au nom de son actuel propriétaire, Red Bull.

## Différents circuits utilisés en Grand Prix

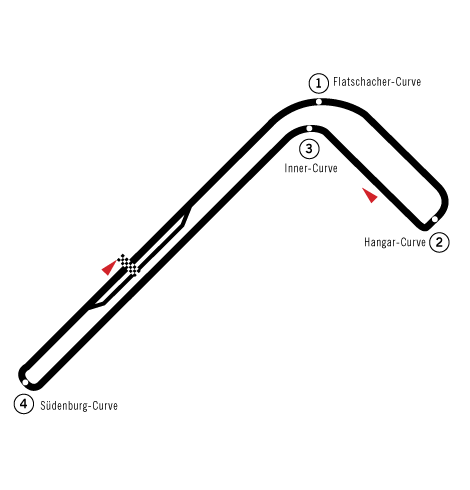
Circuit de Zeltweg (aérodrome)
L'Österreichring
L'Österreichring (gris) et l'A1-Ring
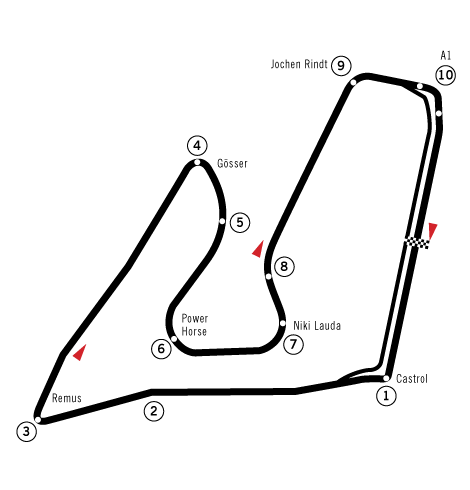
L'A1-Ring

## Palmarès

### Par années
| Année     | Vainqueur             | Écurie              | Circuit        | Résultats |
| --------- | --------------------- | ------------------- | -------------- | --------- |
| 1963      | Jack Brabham          | Brabham-Climax      | Zeltweg        | Résultats |
| 1964      | Lorenzo Bandini       | Ferrari             | Zeltweg        | Résultats |
| 1965-1969 | Non couru             | Non couru           | Non couru      | Non couru |
| 1970      | Jacky Ickx            | Ferrari             | Österreichring | Résultats |
| 1971      | Joseph Siffert        | BRM                 | Österreichring | Résultats |
| 1972      | Emerson Fittipaldi    | Lotus-Ford          | Österreichring | Résultats |
| 1973      | Ronnie Peterson       | Lotus-Ford          | Österreichring | Résultats |
| 1974      | Carlos Reutemann      | Brabham-Ford        | Österreichring | Résultats |
| 1975      | Vittorio Brambilla    | March-Ford          | Österreichring | Résultats |
| 1976      | John Watson           | Penske-Ford         | Österreichring | Résultats |
| 1977      | Alan Jones            | Shadow-Ford         | Österreichring | Résultats |
| 1978      | Ronnie Peterson       | Lotus-Ford          | Österreichring | Résultats |
| 1979      | Alan Jones            | Williams-Ford       | Österreichring | Résultats |
| 1980      | Jean-Pierre Jabouille | Renault             | Österreichring | Résultats |
| 1981      | Jacques Laffite       | Ligier-Matra        | Österreichring | Résultats |
| 1982      | Elio De Angelis       | Lotus-Ford          | Österreichring | Résultats |
| 1983      | Alain Prost           | Renault             | Österreichring | Résultats |
| 1984      | Niki Lauda            | McLaren-TAG         | Österreichring | Résultats |
| 1985      | Alain Prost           | McLaren-TAG         | Österreichring | Résultats |
| 1986      | Alain Prost           | McLaren-TAG         | Österreichring | Résultats |
| 1987      | Nigel Mansell         | Williams-Honda      | Österreichring | Résultats |
| 1988-1996 | Non couru             | Non couru           | Non couru      | Non couru |
| 1997      | Jacques Villeneuve    | Williams-Renault    | A1-Ring        | Résultats |
| 1998      | Mika Häkkinen         | McLaren-Mercedes    | A1-Ring        | Résultats |
| 1999      | Eddie Irvine          | Ferrari             | A1-Ring        | Résultats |
| 2000      | Mika Häkkinen         | McLaren-Mercedes    | A1-Ring        | Résultats |
| 2001      | David Coulthard       | McLaren-Mercedes    | A1-Ring        | Résultats |
| 2002      | Michael Schumacher    | Ferrari             | A1-Ring        | Résultats |
| 2003      | Michael Schumacher    | Ferrari             | A1-Ring        | Résultats |
| 2004-2013 | Non couru             | Non couru           | Non couru      | Non couru |
| 2014      | Nico Rosberg          | Mercedes            | Red Bull Ring  | Résultats |
| 2015      | Nico Rosberg          | Mercedes            | Red Bull Ring  | Résultats |
| 2016      | Lewis Hamilton        | Mercedes            | Red Bull Ring  | Résultats |
| 2017      | Valtteri Bottas       | Mercedes            | Red Bull Ring  | Résultats |
| 2018      | Max Verstappen        | Red Bull-TAG Heuer  | Red Bull Ring  | Résultats |
| 2019      | Max Verstappen        | Red Bull-Honda      | Red Bull Ring  | Résultats |
| 2020      | Valtteri Bottas       | Mercedes            | Red Bull Ring  | Résultats |
| 2021      | Max Verstappen        | Red Bull-Honda      | Red Bull Ring  | Résultats |
| 2022      | Charles Leclerc       | Ferrari             | Red Bull Ring  | Résultats |
| 2023      | Max Verstappen        | Red Bull-Honda RBPT | Red Bull Ring  | Résultats |
| 2024      | George Russell        | Mercedes            | Red Bull Ring  | Résultats |
| 2025      | Lando Norris          | McLaren-Mercedes    | Red Bull Ring  | Résultats |

Un fond rose indique un événement qui ne faisait pas partie du Championnat du monde de Formule 1. Un fond jaune indique un événement qui faisait partie du championnat d'Europe d'avant la Seconde Guerre mondiale.

### Classement des pilotes par nombre de victoires
| Nombre de victoires | Pilote                | Années                      |
| ------------------- | --------------------- | --------------------------- |
| 4 victoires         | Max Verstappen        | - 2018 - 2019 - 2021 - 2023 |
| 3 victoires         | Alain Prost           | - 1983 - 1985 - 1986        |
| 2 victoires         | Ronnie Peterson       | - 1973 - 1978               |
| 2 victoires         | Alan Jones            | - 1977 - 1979               |
| 2 victoires         | Mika Häkkinen         | - 1998 - 2000               |
| 2 victoires         | Michael Schumacher    | - 2002 - 2003               |
| 2 victoires         | Nico Rosberg          | - 2014 - 2015               |
| 2 victoires         | Valtteri Bottas       | - 2017 - 2020               |
| 1 victoire          | Lorenzo Bandini       | 1964                        |
| 1 victoire          | Jacky Ickx            | 1970                        |
| 1 victoire          | Joseph Siffert        | 1971                        |
| 1 victoire          | Emerson Fittipaldi    | 1972                        |
| 1 victoire          | Carlos Reutemann      | 1974                        |
| 1 victoire          | Vittorio Brambilla    | 1975                        |
| 1 victoire          | John Watson           | 1976                        |
| 1 victoire          | Jean-Pierre Jabouille | 1980                        |
| 1 victoire          | Jacques Laffite       | 1981                        |
| 1 victoire          | Elio De Angelis       | 1982                        |
| 1 victoire          | Niki Lauda            | 1984                        |
| 1 victoire          | Nigel Mansell         | 1987                        |
| 1 victoire          | Jacques Villeneuve    | 1997                        |
| 1 victoire          | Eddie Irvine          | 1999                        |
| 1 victoire          | David Coulthard       | 2001                        |
| 1 victoire          | Lewis Hamilton        | 2016                        |
| 1 victoire          | Charles Leclerc       | 2022                        |
| 1 victoire          | George Russell        | 2024                        |
| 1 victoire          | Lando Norris          | 2025                        |

### Classement des constructeurs par nombre de victoires
| Nombre de victoires | Écurie   | Années                                           |
| ------------------- | -------- | ------------------------------------------------ |
| 7 victoires         | McLaren  | - 1984 - 1985 - 1986 - 1998 - 2000 - 2001 - 2025 |
| 6 victoires         | Ferrari  | - 1964 - 1970 - 1999 - 2002 - 2003 - 2022        |
| 6 victoires         | Mercedes | - 2014 - 2015 - 2016 - 2017 - 2020 - 2024        |
| 4 victoires         | Lotus    | - 1972 - 1973 - 1978 - 1982                      |
| 4 victoires         | Red Bull | - 2018 - 2019 - 2021 - 2023                      |
| 3 victoires         | Williams | - 1979 - 1987 - 1997                             |
| 2 victoires         | Renault  | - 1980 - 1983                                    |
| 1 victoire          | BRM      | 1971                                             |
| 1 victoire          | Brabham  | - 1963 - 1974                                    |
| 1 victoire          | March    | 1975                                             |
| 1 victoire          | Penske   | 1976                                             |
| 1 victoire          | Shadow   | 1977                                             |
| 1 victoire          | Ligier   | 1981                                             |

## Record de la piste
- Valtteri Bottas : 1 min 02 s 939 (2020, Mercedes)

## Faits marquants
- Grand Prix d'Autriche 1964 : Lorenzo Bandini remporte sa seule victoire en Formule 1 lors de la course disputée sur l'aérodrome de Zeltweg.
- Grand Prix d'Autriche 1975 : sous une pluie battante, Vittorio Brambilla remporte son unique victoire en Formule 1. Peu après son passage victorieux, il perd le contrôle de sa March-Ford qui tape le rail et revient aux stands avec une monoplace endommagée.
- Grand Prix d'Autriche 1976 : première victoire de John Watson et unique victoire de l'écurie américaine Team Penske en Formule 1.
- Grand Prix d'Autriche 1977 : première victoire d'Alan Jones et unique victoire de l'écurie Shadow Racing Cars en Formule 1.
- Grand Prix d'Autriche 1984 : Niki Lauda s'impose devant son public pour l'unique fois de sa carrière. Cette course était également le 400e Grand Prix de l'histoire de la Formule 1.
- Grand Prix d'Autriche 1997 : lors du retour du Grand Prix, après dix ans d'absence, sur l'A1-Ring, Jacques Villeneuve, parti en pole position, manque son départ, dépassé par Mika Häkkinen et Jarno Trulli. Häkkinen abandonne au bout d'un tour sur casse moteur, permettant à Trulli qui dispute son dernier Grand Prix de la saison, de mener, aux commandes de sa Prost Grand Prix. Lorsque l'Italien abandonne à son tour, Villeneuve remporte la course et se rapproche de Michael Schumacher au championnat du monde.
- Grand Prix d'Autriche 1998 : le samedi, sur une piste humide mais s'asséchant, l'Italien Giancarlo Fisichella obtient sa première pole position, la dernière de son écurie Benetton Formula.
- Grand Prix d'Autriche 1999 : première course disputée après l'accident de Michael Schumacher à Silverstone. Mika Häkkinen s'élance en pole position, part en tête-à-queue au deuxième virage, percuté par son coéquipier David Coulthard, et repart dernier. Le Finlandais remonte jusqu'à la troisième place tandis que la course est remportée par Eddie Irvine.
- Grand Prix d'Autriche 2001 : abordant le dernier tour de la course en deuxième position devant son coéquipier Michael Schumacher, Rubens Barrichello cède sa position à ce dernier, mieux placé au championnat et alors en lutte avec David Coulthard, futur vainqueur de l'épreuve, sur ordre de la Scuderia Ferrari.
- Grand Prix d'Autriche 2002 : Rubens Barrichello mène toute la course et s'apprête à la remporter lorsque, dans la dernière ligne droite, il ralentit sur ordre de la Scuderia Ferrari pour laisser gagner son coéquipier Michael Schumacher. Sous les sifflets du public, Schumacher, gêné, laisse monter Barrichello sur la première marche du podium. À la suite de cette course, les consignes d'équipe sont, pour un temps, interdites en Formule 1.
- Grand Prix d'Autriche 2014 : lors du retour du Grand Prix après onze ans d'absence, Felipe Massa réalise sa première pole position depuis 2008, la première de Williams F1 Team depuis 2012 et l'écurie monopolise la première ligne pour la première fois depuis 2003 grâce au deuxième temps de Valtteri Bottas. Bottas monte sur son premier podium en Formule 1, le premier de l'écurie depuis 2012.
- Grand Prix d'Autriche 2016 : à l'entame du dernier tour, Nico Rosberg, talonné par son coéquipier s'accroche avec Lewis Hamilton quand il tente de le dépasser. Le Britannique prend la tête au virage suivant et s'impose tandis que Rosberg, qui termine la course avec un aileron avant endommagé, finit quatrième. Max Verstappen, deuxième, obtient le premier podium de l'écurie Red Bull Racing à domicile.
- Grand Prix d'Autriche 2018 : Max Verstappen offre à son écurie Red Bull Racing sa première victoire sur le circuit de son propriétaire Dietrich Mateschitz ; ce Grand Prix voit également le premier double abandon des Mercedes depuis 2016.
- Grand Prix d'Autriche 2019 : bien qu'ayant manqué son départ alors qu'il s'élançait deuxième, Max Verstappen remonte tous ses adversaires et dépasse, à trois tours de l'arrivée, Charles Leclerc en tête depuis le départ. Verstappen remporte l'épreuve pour la deuxième année consécutive et offre au moteur Honda sa première victoire depuis le Grand Prix de Hongrie 2006. Ce Grand Prix voit la première défaite de la saison de Mercedes Grand Prix.
- Grand Prix d'Autriche 2020 : à cause de la pandémie de Covid-19, le Grand Prix d'Autriche, première épreuve du championnat du monde de Formule 1 2020, se déroule à huis clos. La course est remportée par Valtteri Bottas qui devance Charles Leclerc et Lando Norris, auteur du meilleur tour en course, qui obtient son premier podium en Formule 1. Lewis Hamilton, deuxième sous le drapeau à damier, est pénalisé pour avoir percuté Alexander Albon et se voit privé du podium.
- Grand Prix d'Autriche 2021 : une semaine après s'être imposé sur le même circuit lors du Grand Prix de Styrie, Max Verstappen réalise le premier Grand Chelem (pole position, victoire, meilleur tour, en tête de bout en bout) de sa carrière.
- Grand Prix d'Autriche 2022 : Charles Leclerc remporte le Grand Prix après avoir doublé le poleman et vainqueur du sprint Max Verstappen trois fois au cours de l'épreuve. Sa première victoire en ne partant pas de la pole position lui permet de mettre fin à une série de cinq Grands Prix sans podium et de se rapprocher à 38 points de Verstappen au championnat du monde.
- Grand Prix d'Autriche 2024 : en lutte pour la première place depuis plusieurs tours, Max Verstappen accroche Lando Norris ; une double crevaison leur ôte tout espoir de victoire. George Russell et son équipe Mercedes Grand Prix remportent leur premier succès depuis le Grand Prix de Sao Paulo 2022.